# Pettyes gyümölcskotinga
A pettyes gyümölcskotinga (Pipreola formosa) a madarak osztályának verébalakúak (Passeriformes) rendjébe és a kotingafélék (Cotingidae) családjába tartozó faj.

## Rendszerezése
A fajt Gustav Hartlaub német ornitológus írta le 1849-ben, az Ampelis nembe Ampelis formosa néven.

## Alfajai
- Pipreola formosa formosa (Hartlaub, 1849)
- Pipreola formosa pariae Phelps, Sr & Phelps, Jr, 1949
- Pipreola formosa rubidior (Chapman, 1925)[2]

## Előfordulása
Venezuela északi partvidéki részén honos. A természetes élőhelye a szubtrópusi vagy trópusi síkvidéki és hegyi esőerdők. Állandó, nem vonuló faj.

## Megjelenése
Testhossza 18 centiméter, testtömege 41 gramm.

## Életmódja
Gyümölcsökkel és rovarokkal táplálkozik.

## Külső információk
- Képek az interneten a fajról
- Internet Bird Collection - videók a fajról
- Xeno-canto.org - a faj hangja és elterjedési területe